# Tokumo Kawai
Tokumo Kawai (japanisch 川合 徳孟 Kawai Tokumo; * 3. März 2007 in der Präfektur Shizuoka) ist ein japanischer Fußballspieler.

## Karriere
Tokumo Kawai erlernte das Fußballspielen in der Jugend von Júbilo Iwata. Hier unterschrieb er am 1. Februar 2025 auch seinen ersten Vertrag. Der Verein aus Iwata spielt in der zweiten japanischen Liga, der J2 League. Sein Zweitligadebüt gab Tokumo Kawai am 5. April 2025 (8. Spieltag) im Auswärtsspiel gegen Montedio Yamagata. Bei dem 0:0-Unentschieden wurde er in der 87. Minute für den Brasilianer Matheus Peixoto eingewechselt.